# JB (artista)
Im Jae-beom (hangul: 임재범; hanja: 林在範; rr: Lim Jae-beom; MR: Im Chae-bŏm; 6 de janeiro de 1994), mais frequentemente creditado na carreira musical por seu nome artístico Jay B (hangul: 제이비; rr: Jeibi) ou Def é um cantor, ator e compositor sul-coreano. Ficou mais popularmente conhecido por ser integrante das duplas JJ Project, Jus2 e do grupo masculino Got7. Ele realizou sua estreia como ator em 2012, no drama Dream High 2. Ele também estrelou When a Man Falls in Love da MBC, como Seo Min-joon.

## Biografia
Im Jae-beom nasceu em Siheung, Gyeonggi, e cresceu em Goyang. Quando ele tinha sete anos, após assistir a uma apresentação do g.o.d, desenvolveu o sonho de se tornar um cantor. Ele começou a fazer breakdance no seu terceiro ano da escola secundária após falhar numa prova da escola, dançando com os amigos em Ilsan, Paju, nas estações de Boramae e Jeongbalsan, e participando de competições. Como dançarino de break, ele usava o nome artístico Defsoul, tendo como inspiração o vídeo musical de "Just Friends" do Musiq Soulchild. Em 2009, ele chamou a atenção de um olheiro da JYP Entertainment durante uma competição de breakdance. Ele não estava interessado em comparecer à audição mas seu pai fez com que ele fosse. Subsequentemente, ele passou na audição, ficando em primeiro lugar com Jinyoung com mais de 10.000 candidatos. Ele se interessou em composição musical e na cultura hip hop como dançarino de break, mas no começo de seu treinamento de idol, ele pensou que aprender a cantar seria sem sentido e se concentrou somente na dança; entretanto, depois de escutar D'Angelo, ele começou a cantar e compôs suas primeiras canções.

## Carreira

### Pre-debut
Em 2011, Jay B obteve o papel principal no drama Dream High 2. O drama foi ar em 30 de janeiro de 2012 na KBS.
Em 12 de março de 2012, foi lançada a canção "Together" junto com Park Ji-yeon o tema do drama Dream High 2. Em 26 de março do mesmo ano "New Dreaming" junto com Park Seo-joon, também para o drama Dream High 2.

### 2012: JJ Project
Em 7 de maio, a JYP Entertainment anuncia um teaser do primeiro álbum do JJ Project Slot Machine. Em 17 de maio, a empresa lança o teaser final e por fim em 20 de maio o MV da música Bounce é lançada em seu canal oficial no Youtube. O duo fez sua primeira performance no M! Countdown da Mnet em 24 de maio de 2012.

### 2013: When a Man Falls In Love
Em 11 de março de 2013, foi anunciado que Jay B atuaria junto com Jinyoung no drama da KBS "When a Man Falls in Love", fazendo o papel de Seo Mi-joon.

### 2014: GOT7
Em 1 de janeiro de 2014, foi anunciado que os membros do JJ Project fariam sua estréia no novo boy group da JYP, o GOT7. Sua estréia com o GOT7 ocorreu em 16 de janeiro de 2014, com a canção "Girls Girls Girls" parte do EP Got It?.

### 2015-presente: Atividades solo e primeira exposição de fotos
Em 2015, ele interpretou o protagonista de Dream Knight, um drama virtual, como uma versão super-herói dele mesmo, ao lado dos outros membros do GOT7, com a atriz Song Ha-yoon no papel de protagonista feminina.
No dia 24 de novembro de 2017, foi revelado que ele havia doado 10 milhões de wones para o Pohang Earthquake Relief Fund.
Em 2018, ao lado de seu colega Yugyeom, ele participou do projeto de colaboração artística "Collaboran" para a marca de água mineral com gás Perrier com o artista de multimídia estadunidense Ben Jones. O processo de criação foi revelado por meio de um reality show lançado em maio.
No dia 5 de março de 2019, ele e Yugyeom estrearam como Jus2, uma sub-unit do GOT7, com seu EP FOCUS e seu single principal "Focus On Me".
No dia 27 de fevereiro de 2020, ele doou 10 milhões de wones para a Hope Bridge Disaster Relief Association para ajudar na Pandemia de COVID-19.
Ele também escreve canções como Defsoul ou Def, para ambos Go7 e Offshore crew; com a última, ele lançou duas extended plays de compilação, Scene #1 em 24 de junho de 2019 e Scene #2 no dia 26 de março de 2020.
Como Def, ele realizou sua primeira exposição de fotos, "Alone", de 6 de outubro a 12 de outubro de 2020, em Seul.
No dia 19 de janeiro de 2021, seguindo a expiração do seu contrato, ele deixou a JYP Entertainment. No dia 20 de fevereiro de 2021, com o lançamento do single "Encore" do GOT7, ele começou a usar o nome artístico Jay B.
No  Dia 11 de Maio , ao anunciar oficialmente sua ida para a gravadora H1GHR MUSIC, criada pelo rapper Jay Park. Mais conhecido como JB, o líder do GOT7, que deixou a JYP Entertainment em janeiro, adota agora o nome artístico Jay B 
O álbum foi anunciado oficialmente em 16 de agosto através das contas de mídia social de Jay B e H1GHRMUSIC.
SOMO:FUME (Style of my own: FUME) é o primeiro mini-álbum do cantor sul-coreano Jay B. O álbum foi lançado em 26 de agosto de 2021 com "BTW" servindo como faixa-título do álbum
Em setembro participou de "Feel the Rhythm of Korea 2", campanha promocional patrocinada pelo Ministério da Cultura, Esportes e Turismo e pela Organização de Turismo da Coreia, para a qual cantou "I'm Surfin'", uma reinterpretação de canção tradicional "Niliria" (늴리리야; Nuilliri-ya ), apresentando Yangyang e Gangneung, que foi lançada em 3 de setembro junto com um videoclipe.
Em setembro, ele lançou mercadorias oficiais para comemorar o lançamento de seu primeiro EP solo, SOMO:FUME , que esteve à venda por uma semana a partir de 2 de setembro de 2021, e todos os itens se esgotaram em cinco dias. Uma loja pop-up off-line em Seul foi aberta por duas semanas a partir de 1º de outubro de 2021, com itens adicionais, como moletons e calças de moletom, e um evento "Faça sua própria camisa, bolsa ecológica" realizado por três dias a partir de quando o pop-up loja aberta.
Em 27 de setembro, Jay B lançou sua segunda linha de roupas com a Represent, "Live Without Regrets", sob o apelido de Def. No dia 18 de outubro, ele colaborou com Fudasca, cantor, compositor e produtor italiano para o single " Is It A Dream? ", enquanto em novembro, estrelou a nova campanha de inverno da Adidas Originals, "Open Spirit", junto com Blackpink.
Em 26 de janeiro de 2022, Jay B lançou seu primeiro EP físico como Def., LOVE. , que foi listado entre os melhores álbuns e EPs do primeiro semestre pelo Bandwagon .
Em 18 de junho de 2022, ele realizou o fancon solo "Nostalgic" na Jangchung Arena para comemorar dez anos desde sua estreia: o evento foi acompanhado por mais de 10.000 pessoas online e offline.
Em 25 de julho de 2022, foi anunciado que o contrato de exclusividade entre Jay B e H1ghr Music havia terminado e ele havia assinado com a CDNZA Records. Seu primeiro lançamento pela nova gravadora foi o single " Rocking Chair ", que cantou pela primeira vez no fancon "Nostalgic", seguido em setembro pelo EP Be Yourself .
Em 22 de julho, a CDNZA Records anunciou oficialmente que seu contrato exclusivo com JAY B havia terminado em abril através de um acordo mútuo.
Depois de se separar da  CDNZA Records em julho passado, Jay B assinou agora um contrato exclusivo com a Mauve Company, que também abriga  Junny . Em 6 de outubro, a gravadora anunciou a notícia.

## Vida pessoal
Durante sua juventude, seus pais se divorciaram devido ao problema com bebidas de seu pai, e mais tarde sua mãe se casou novamente. Sua família administra uma fazenda de tomates em Ilsan.
No dia 12 de setembro de 2014, ele se envolveu num pequeno acidente de carro enquanto o motorista tentava mudar de faixa para evitar um carro estacionado quando um ônibus veio por atrás, fazendo com que o seu carro batesse em uma van. Nem Jay B nem sua equipe sofreram grandes ferimentos.
Em 2016, ele não pode participar de vários concertos da Fly Tour do GOT7 e de uma apresentação no M Countdown devido a uma lesão no disco espinhal. Ele voltou para o concerto Fly in Singapore no  Suntec Singapore Convention & Exhibition Centre, mostrando uma recuperação completa.
Jay B se formou em Cinema na Konkuk University.
JayB começou a cumprir com suas obrigações no exército no dia 2 de fevereiro de 2023, mas não deixou escapar a informação por uns dias.
"Como vocês sabem, estou servindo como funcionário público, desculpa não avisar antes, mas vocês sabem como não gosto de fazer muito barulho,  me alistei dia 02, e estou trabalhando diligentemente todo dia, por favor esperem por mim”, disse JayB

## Discografia

### Mixtapes
| Título             | Detalhes |
| ------------------ | --- |
| 1/? vol. 1         | - Lançamento: 31 de dezembro de 2016 - Gravadora: – - Formato: Streaming Faixas 1. "Holic" 2. "Don't Worry" 3. "Sin" feat. Jomalxone 4. "Lost" 5. "Bad Habit" feat. Jomalxone                |
| 1/? vol. 2         | - Lançamento: 22 de janeiro de 2018 - Gravadora: – - Formato: Streaming Faixas 1. "Intro" 2. "Think of You" 3. "Channel" feat. jeebanoff, Jomalxone 4. "Don't Touch Me" 5. "Pray" 6. "Outro" |
| 1/? vol. 2 (Remix) | - Lançamento: 30 de abril de 2018 - Gravadora: – - Formato: Streaming Faixas 1. "Don't Touch Me (Deepshower Remix)" 2. "Channel (BRLLNT Remix)" 3. "Think of You (Plan8 Remix)"              |
| 1/? vol. 3         | - Lançamento: 10 de novembro de 2018 - Gravadora: – - Formato: Streaming Faixas 1. "Sometime" 2. "Be With You" 3. "Don't Care" 4. "Island" feat. Jomalxone 5. "Blind"                        |
| 1/? vol. 4         | - Lançamento: 4 de agosto de 2019 - Gravadora: – - Formato: Streaming Faixas 1. "Something Special" 2. "Desire" 3. "Deeper" 4. "Runaway" 5. "Stopline" feat. Rick Bridges                    |
| 1/? vol. 5         | - Lançamento: 28 de outubro de 2019 - Gravadora: – - Formato: Streaming Faixas 1. "Ring" 2. "Diary" 3. "Nothing" 4. "Curiosi" 5. "Come Back to Me"                                           |

### Como parte de Offshore
| Título                                                                               | Ano  | Posição nos charts | Vendas | Álbum    |
| Título                                                                               | Ano  | KOR Gaon           | Vendas | Álbum    |
| ------------------------------------------------------------------------------------ | ---- | ------------------ | ------ | -------- |
| "Surfin'" (Mirror Boy feat. Def., Jomalxone)                                         | 2019 | —                  | —      | Scene #1 |
| "Laze" (Roseinpeace feat. Def., Jomalxone)                                           | 2019 | —                  | —      | Scene #1 |
| "Play" (Roseinpeace feat. Jomalxone, Def., HNMR)                                     | 2019 | —                  | —      | Scene #1 |
| "Simple" (Def.)                                                                      | 2020 | —                  | —      | Scene #2 |
| "Smoke" (연기) (Def., Jomalxone)                                                     | 2020 | —                  | —      | Scene #2 |
| "Take a Walk" (iHwak, HNMR, Def.)                                                    | 2020 | —                  | —      | Scene #2 |
| "Sweet Dream" (Def.)                                                                 | 2020 | —                  | —      | Cut #1   |
| "Just Stay" (Def., Junny)                                                            | 2020 | —                  | —      | Cut #1   |
| "—" nota lançamentos que não entraram nos charts ou não foram lançados nessa região. |      |                    |        |          |

### Singles
| Título                                                                               | Ano  | Posição nos charts | Vendas | àlbum                         |
| Título                                                                               | Ano  | KOR                | Vendas | àlbum                         |
| ------------------------------------------------------------------------------------ | ---- | ------------------ | ------ | ----------------------------- |
| "Rainy"                                                                              | 2018 | —                  | —      | Hyena on the Keyboard Part. 4 |
| "—" nota lançamentos que não entraram nos charts ou não foram lançados nessa região. |      |                    |        |                               |

#### Como artista convidado
| Título                                                                               | Ano  | Posição nos charts | Vendas         | Álbum               |
| Título                                                                               | Ano  | KOR Gaon           | Vendas         | Álbum               |
| ------------------------------------------------------------------------------------ | ---- | ------------------ | -------------- | ------------------- |
| "Just Because" (그냥 한번) (Baek A-yeon feat. JB do Got7)                            | 2016 | 12                 | - KOR: 185,203 | Single sem álbum    |
| "Hush" (Primary feat. JB of Got7)                                                    | 2017 | 99                 | - KOR: 24,686  | Pop                 |
| "Celebrate" (Jomalxone feat. Yonko, Def.)                                            | 2017 | —                  | —              | $ummertime Mixtape  |
| "Higher" (Deepshower feat. JB)                                                       | 2018 | —                  | —              | Colors              |
| "Callin'" (Jeebanoff feat. Def)                                                      | 2020 | —                  | —              | Good Thing. (Remix) |
| "Dream" (꿈) (Wavycake e Ovus feat. Def)                                             | 2020 | —                  | —              | REALusion           |
| "In December (Sad Night)" (12월엔 (Sad Night)) ($ün feat. Def.)                      | 2020 | —                  | —              | White               |
| "—" nota lançamentos que não entraram nos charts ou não foram lançados nessa região. |      |                    |                |                     |

### Aparições em trilhas sonoras
| Título                                                                               | Ano  | Posição nos charts | Vendas | Álbum                    |
| Título                                                                               | Ano  | KOR                | Vendas | Álbum                    |
| ------------------------------------------------------------------------------------ | ---- | ------------------ | ------ | ------------------------ |
| "New Dreaming" (com Park Seo-joon)                                                   | 2012 | —                  | —      | Dream High 2 OST         |
| "Together" (com Park Ji-yeon)                                                        | 2012 | —                  | —      | Dream High 2 OST         |
| "Forever Love"                                                                       | 2015 | —                  | —      | Dream Knight OST         |
| "U&I" (com Jackson Wang)                                                             | 2017 | —                  | —      | The Package OST          |
| "U&I (Versão Chinesa)" (com Jackson Wang)                                            | 2017 | —                  | —      | The Package OST          |
| "Be With You"                                                                        | 2019 | —                  | —      | A Day Before Us Zero OST |
| "—" nota lançamentos que não entraram nos charts ou não foram lançados nessa região. |      |                    |        |                          |

## Filmografia

### Dramas
| Ano  | Título                   | Papel               | Canal       | Notas                                     |
| ---- | ------------------------ | ------------------- | ----------- | ----------------------------------------- |
| 2012 | Dream High 2             | Jayb / Jang Woo Jae | KBS2        | Papel principal                           |
| 2013 | When a Man Falls in Love | Seo Mi Joon         | MBC         | Papel de soporte                          |
| 2015 | Dream Knight             | Jayb                | Youku Tudou | Web drama sino-coreano JYPE x Youku Tudou |

### Programa de variedades
| Ano  | Nome                    | Membros  | Notas                                      | Ref.   |
| ---- | ----------------------- | -------- | ------------------------------------------ | ------ |
| 2014 | I GOT7                  | Com GOT7 | Transmitido também no Youku Tudou na China | [ 69 ] |
| 2014 | Weekly Idol             | Com GOT7 | Episódios 146, 156, 177                    | [ 70 ] |
| 2014 | A Song for You Season 3 | Com GOT7 | Episódio 2                                 | [ 71 ] |
| 2015 | The Fanclub GOT7        | Com GOT7 | Transmitido na Tailândia na PPTV           | [ 72 ] |
| 2015 | A Song For You Season 4 | Com GOT7 | Episódio 3                                 |        |
| 2015 | Weekly Idol             | Com GOT7 | Episódio 220                               | [ 73 ] |
| 2015 | Running Man             | Com GOT7 | Episódio 272                               | [ 74 ] |
| 2016 | Running Man             | Com GOT7 | Episódio 316                               | [ 75 ] |
| 2018 | Hyena on the Keyboard   |          | Produtor, episódios 6-8                    |        |
| 2019 | Prison Life of Fools    |          | Parte do elenco                            | [ 76 ] |

### Apresentação de rádio
| Ano  | Título         | Canal       | Notas                                                                         |
| ---- | -------------- | ----------- | ----------------------------------------------------------------------------- |
| 2015 | Kiss the Radio | KBS Cool FM | Apresentador especial com Youngjae (15 de outubro)                            |
| 2020 | Idol Radio     | MBC Radio   | Apresentador especial com Yugyeom (25 de abril) e Youngjae (26 e 28 de abril) |